# Буфер (вагон)
Вижте пояснителната страница за други значения на Буфер.
Буферът (в железопътния транспорт) представлява метален апарат, изпълняващ функцията на отбивачно съоръжение между два вагона в мястото, където те се удрят.
Всеки вагон и локомотив притежава по два буфера от всяка челна страна, подобни на гъба, съдържащи в корпусите си еластични елементи. Свързани са с челните напречни (буферни) греди на рамата на вагона или локомотива посредством болтови съединения и осъществяват контакта със съседното возило. Буферите поемат еластично силите на натиск при потегляне, задържане, промяна на скоростта и бутане на състава, както и при удар по време на маневра. В зависимост от конструкцията съществуват три основни вида буфери: стар тип с охлювидна пружина, гилзови с охлювидна пружина и стержен, и нов тип (Юрдинген) с фрикционни гривни, с какъвто са снабдени всички по-нови локомотиви и вагони. Железопътните возила освен буферите притежават и теглични съоръжения – винтов спряг, състоящ се от тегличен апарат с пружини, тегличен прът, теглична кука, натегателен винт и хамут. Нарича се още Стефансонов спряг. Той поема еластично силите на опън между вагоните.
Основната идея за използването на подобни буфери е, освен физическа връзка между вагоните, да се осигурява дисипация на кинетичната енергия по време на промяна на скоростта или евентуален удар. Тъй като влакът е тежка конструкция, която, движейки се, притежава голяма енергия, при натиск част от тази енергия се преобразува в енергия на триене или се компенсира с хидравлично налягане именно с помощта на буферите между вагоните.
Подобни приспособления има и в края на глухите коловози. Тяхната роля е да спират влака, като отново преразпределят част от енергията му. Наричат се също буфери или отбивачки.